# Château-d'Œx
Château-d'Œx ([ʃatoˈdɛ], toponimo francese; in tedesco Oesch, desueto) è un comune svizzero di 3 474 abitanti del Canton Vaud, nel distretto della Riviera-Pays-d'Enhaut.

## Storia
È stato il capoluogo del distretto del Pays-d'Enhaut fino alla sua soppressione, nel 2008.

## Monumenti e luoghi d'interesse
- Chiesa riformata di San Donato, attestata dal 1175 e ricostruita nel XIV secolo[2].

## Società

### Evoluzione demografica
L'evoluzione demografica è riportata nella seguente tabella:
Abitanti censiti

## Economia
Château-d'Œx è una località di villeggiaura e una stazione sciistica sviluppatasi a partire dagli anni 1910.

## Infrastrutture e trasporti

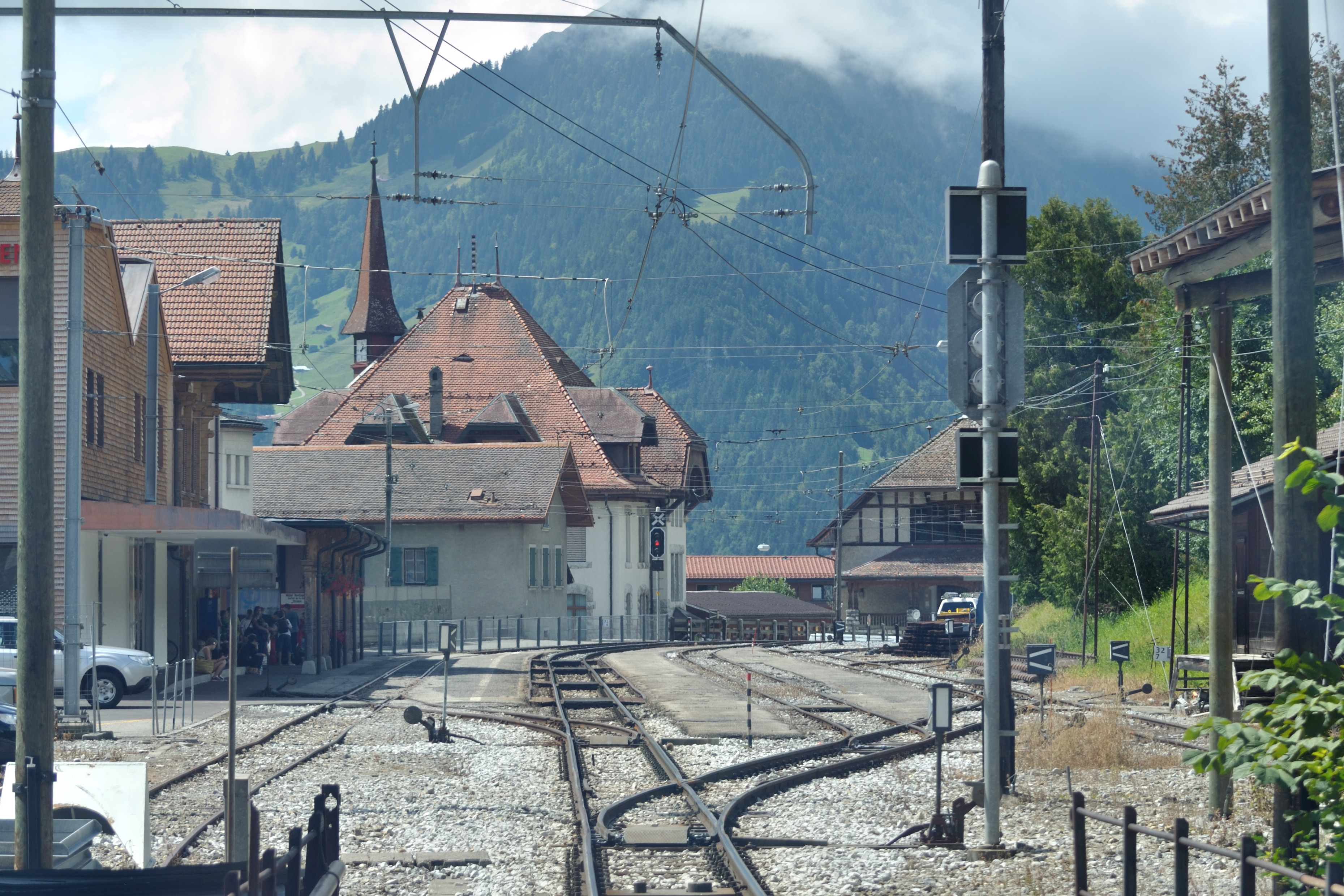
La stazione di Château-d'Œx

Château-d'Œx è servito dalle stazioni di Château-d'Œx, Château-d'Œx-La Palaz, Château-d'Œx-Les Granges e Les Combes sulla ferrovia Montreux-Oberland Bernese.

## Amministrazione
Ogni famiglia originaria del luogo fa parte del cosiddetto comune patriziale e ha la responsabilità della manutenzione di ogni bene ricadente all'interno dei confini del comune.